# Thomas D. Rice
Pour les articles homonymes, voir Rice.
Thomas Dartmouth Rice ou Thomas D. Rice, également connu sous le nom de Daddy Rice, est un interprète et dramaturge américain, né le 20 mai 1808 et mort le 19 septembre 1860 aux États-Unis. Il est connu pour être un des pères des minstrel shows, un genre de spectacles humoristiques et racistes. Il popularisa le personnage de Jim Crow.

## Biographie

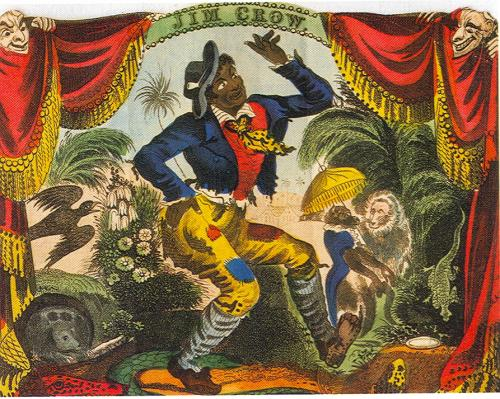
Thomas Rice interprétant Jim Crow, 1832

Thomas D. Rice naît en 1808 dans le Lower East Side de Manhattan.
À la fin des années 1820, Rice joue un rôle mineur à Louisville.
Il interprète à partir de 1828 le personnage de Jim Crow dans la chanson Jump Jim Crow, en se grimant le visage en noir selon la pratique du blackface. Ce personnage noir joué par un Blanc, véhiculait une image caricaturale et raciste. 
Ce genre de spectacle fut joué jusqu'au début du XXe siècle. L'expression Jim Crow finit par désigner tous les Afro-américains et donna leur nom aux lois ségrégationnistes (lois Jim Crow) qui régnèrent de 1876 à 1964.

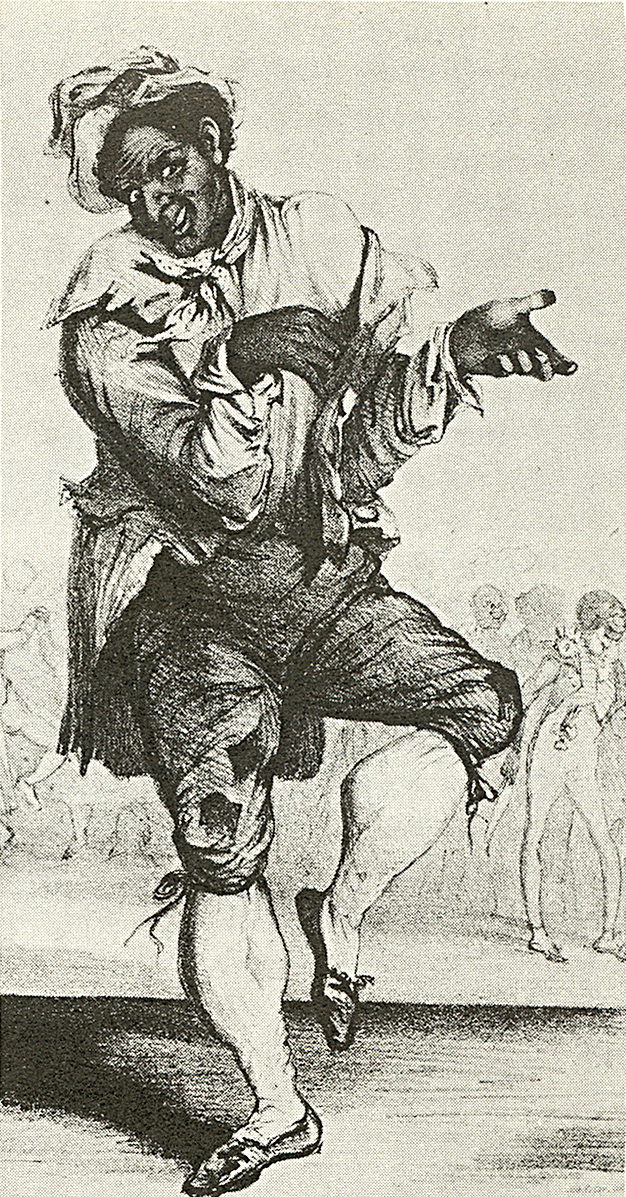
Thomas D. Rice sur la partition musicale de "Sich a Getting Up Stairs, années 1830